# 10591 Caverni
10591 Caverni (1996 PD3) là một tiểu hành tinh vành đai chính được phát hiện ngày 13 tháng 8 năm 1996 bởi M. Tombelli và G. Forti ở Montelupo.